# سكرتير خاص
في الحكومة البريطانية، يعرف السكرتير الخاص بأنه موظف مدني في إدارة أو وزارة ما، وهو المسؤول أمام وزير الدولة أو رئيس الوزراء. يُطلق عادة على كبير موظفي الخدمة المدنية المسؤول عن إدارة القسم مسمى السكرتير الدائم، وقد يكون له أيضًا سكرتير خاص.
عادة ما يكون السكرتير الخاص من مستوى الإدارة الوسطى؛ ولكن، بوصفه المسؤول الرئيسي عن نشر قرار الوزراء وبوصفه الحارس بالنسبة لهم، فيعتبر دوره ذا أهمية أكبر بكثير مما توحي به هذه الدرجة أو هذا المستوى. وتتم مساعدته من خلال مساعد أو أكثر - و/ أو نواب الوزير، أو حتى يترأس المكتب ككل بما فيه رؤساء الأقسام.
وحيث إن السكرتير الخاص هو عضو من أعضاء كبار موظفي الخدمة المدنية، يتم الإشارة إليه باسم السكرتير الخاص الكبير، مما يجعل ترتيب أسبقيته كالتالي، السكرتير الخاص الأول (من النادر وجوده حاليًا)، ثم السكرتير الخاص، ثم مساعد السكرتير الخاص. وتعتبر الوظيفة المماثلة للسكرتير الخاص الأول في الإدارة الأمريكية هي «رئيس هيئة الأركان».
يعد السكرتير الخاص هو حلقة الوصل الرئيسية بين الوزير بالحكومة والمسؤولين في الإدارة أو الوزارة. ولديه المسؤولية الكاملة عن تنسيق وضع صلاحيات سياسة الوزير، وضمان وضوح أهداف الوزراء وتنفيذها بالكامل من قبل الإدارة. وفي هذا الصدد، سيكون السكرتير الخاص غالبًا في وضع يسمح له بالنقاش مع كبار الموظفين.
دائمًا ما يحضر السكرتير الخاص أو مساعد السكرتير الخاص مع الوزير جميع الاجتماعات أو المناسبات لمساعدته وضمان إحاطة عضو الخدمة المدنية البريطانية، الذي تم تعيينه بعيدًا عن السياسة، وتدوين الملاحظات الخاصة بالمناقشات والالتزامات.
ولديهم علم أيضًا بالمذكرة الوزارية، مع إدارة سكرتير المذكرة الوزارية والذي تكون مهمته فرز الدعاوى وتحديد أولوياتها، وكذلك الالتزامات وجلسات الإحاطة السياسية وأعمال البرلمان. دائمًا يكون السكرتير الخاص هو المصدر الأول لمشورة الوزراء بشأن البروتوكول البرلماني وسير أعمال مجلس الوزراء والسياسة الإدارية.
دائمًا ما يعتبر العمل في مكتب خاص كسكرتير خاص أو مساعد للسكرتير الخاص شرطًا أساسيًا للترقية لمنصب كبير موظفي الخدمة المدنية.
تبعًا لأقدمية الإدارة السياسية، يمكن اعتبار وظيفة السكرتير الخاص نفسها وظيفة رسمية هامة في حد ذاتها؛ ويعد السكرتير الخاص للملكة والسكرتير الخاص في شارع دونينغ هما الأكثر أهمية.
إن السكرتير الخاص بالبرلمان هو عضو برلماني تم تعيينه للعمل كمساعد للوزير دون أجر. يتيح السكرتير الخاص بالبرلمان لرئيس الوزراء أو الوزير مكافأة الزملاء في الحزب دون تكلفة، واختبار مدى إمكانيات وزراء المستقبل، وتعزيز نظام حزب الويب حيث إنه من المتوقع أن يدعم السكرتير الخاص بالبرلمان سياسات الحكومة ويصوت لصالحهم في البرلمان، بغض النظر عن آرائه الشخصية.